# My Way (singel Calvina Harrisa)
My Way – singel szkockiego producenta muzycznego i DJ-a Calvina Harrisa. Singel został wydany 16 września 2016. Twórcą tekstu i producentem utworu jest sam Calvin Harris.
„My Way” jest utrzymany w stylu muzyki tropical house. Singel był notowany na 1. miejscu na liście najlepiej sprzedających się singli w Szkocji.

## Teledysk
Teledysk do utworu został wyreżyserowany przez Emila Nava, a premiera odbyła się 28 października 2016.

## Lista utworów
- Digital download[2]

1. „My Way” – 3:39

## Notowania
| Lista (2016)                           | Najwyższa pozycja |
| -------------------------------------- | ----------------- |
| Australia (Top 50 Singles)             | 9                 |
| Austria (Ö3 Austria Top 40)            | 4                 |
| Belgia (Ultratop 50 Singles, Flandria) | 5                 |
| Belgia (Ultratop 50 Singles, Walonia)  | 6                 |
| Czechy (Rádio – Top 100)               | 1                 |
| Czechy (Singles Digitál – Top 100)     | 2                 |
| Dania (Track Top-40)                   | 20                |
| Finlandia (Top 20 Singles)             | 15                |
| Francja (Top 200 Singles)              | 4                 |
| Hiszpania (Top 100 Singles)            | 12                |
| Holandia (Single Top 100)              | 6                 |
| Irlandia (Top 100 Singles)             | 4                 |
| Japonia (Japan Hot 100)                | 83                |
| Kanada (Billboard Canadian Hot 100)    | 14                |
| Niemcy (Top 100 Singles)               | 5                 |
| Norwegia (Top 40 Single)               | 9                 |
| Nowa Zelandia (Top 40 Singles)         | 10                |
| Polska (AirPlay – Top)                 | 2                 |
| Portugalia (Top 100 Singles)           | 11                |
| Słowacja (Rádio – Top 100)             | 3                 |
| Słowacja (Singles Digitál – Top 100)   | 3                 |
| Stany Zjednoczone (Hot 100)            | 24                |
| Szwajcaria (Singles Top 100)           | 2                 |
| Szwecja (Top 100 Singles)              | 7                 |
| Węgry (Single (track) Top 40 lista)    | 2                 |
| Wielka Brytania (Singles Top 200)      | 4                 |
| Włochy (Top 100 Singles)               | 11                |

| Lista (2016)                               | Pozycja |
| ------------------------------------------ | ------- |
| Australia (Top 50 Singles)                 | 74      |
| Austria (Ö3 Austria Top 40)                | 56      |
| Belgia (Ultratop 50 Singles, Flandria)     | 59      |
| Belgia (Ultratop 50 Singles, Walonia)      | 70      |
| Francja (Top 200 Singles)                  | 111     |
| Holandia (Single Top 100)                  | 74      |
| Niemcy (Top 100 Singles)                   | 58      |
| Stany Zjednoczone (Dance/Electronic Songs) | 19      |
| Szwajcaria (Singles Top 100)               | 67      |
| Wielka Brytania (Singles Top 200)          | 65      |
| Włochy (Top 100 Singles)                   | 86      |
| Lista (2017)                               | Pozycja |
| Belgia (Ultratop 50 Singles, Walonia)      | 98      |
| Francja (Top 200 Singles)                  | 111     |
| Polska (AirPlay – Top)                     | 89      |
| Stany Zjednoczone (Dance/Electronic Songs) | 32      |
| Szwajcaria (Singles Top 100)               | 68      |
| Węgry (Single (track) Top 40 lista)        | 59      |
| Lista (2019)                               | Pozycja |
| Portugalia (Top 100 Singles)               | 1220    |

## Certyfikaty
| Państwo                  | Status             |
| ------------------------ | ------------------ |
| Australia (ARIA)         | 2× platynowa płyta |
| Austria (IFPI Austria)   | złota płyta        |
| Belgia (BEA)             | platynowa płyta    |
| Dania (IFPI Dania)       | złota płyta        |
| Francja (SNEP)           | diamentowa płyta   |
| Meksyk (AMPROFON)        | 4× platynowa płyta |
| Niemcy (BVMI)            | złota płyta        |
| Nowa Zelandia (RMNZ)     | złota płyta        |
| Polska (ZPAV)            | 3× platynowa płyta |
| Portugalia (AFP)         | złota płyta        |
| Stany Zjednoczone (RIAA) | platynowa płyta    |
| Szwecja (GLF)            | platynowa płyta    |
| Wielka Brytania (BPI)    | platynowa płyta    |
| Włochy (FIMI)            | 3× platynowa płyta |

## Historia wydania
| Region            | Data             | Format                 | Wytwórnia | Źródło |
| ----------------- | ---------------- | ---------------------- | --------- | ------ |
| Świat             | 16 września 2016 | Digital download       | Sony      | [ 2 ]  |
| Stany Zjednoczone | 20 września 2016 | Contemporary hit radio | Columbia  | [ 62 ] |